# 仲町台駅

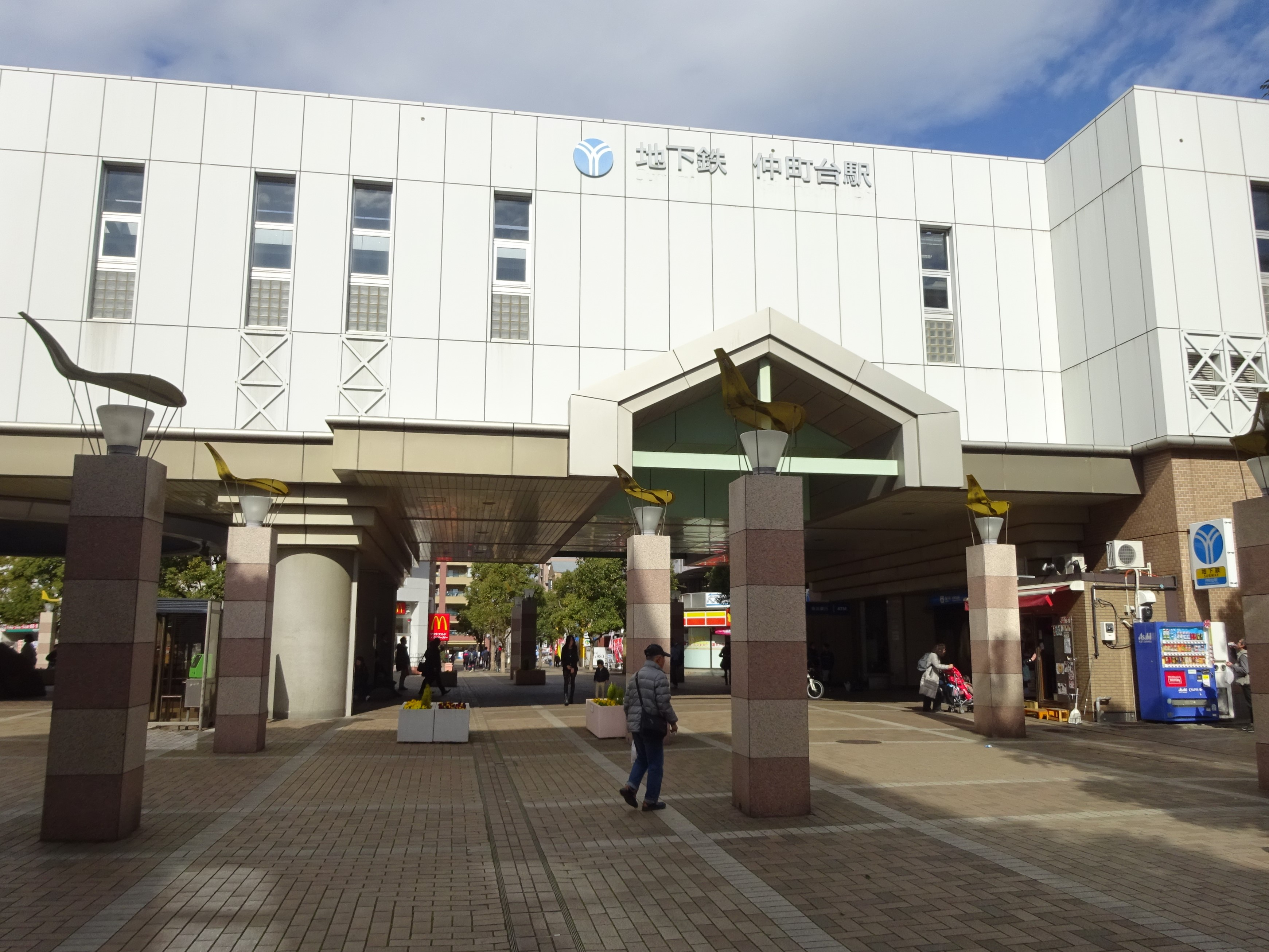
駅舎南側（2016年2月）

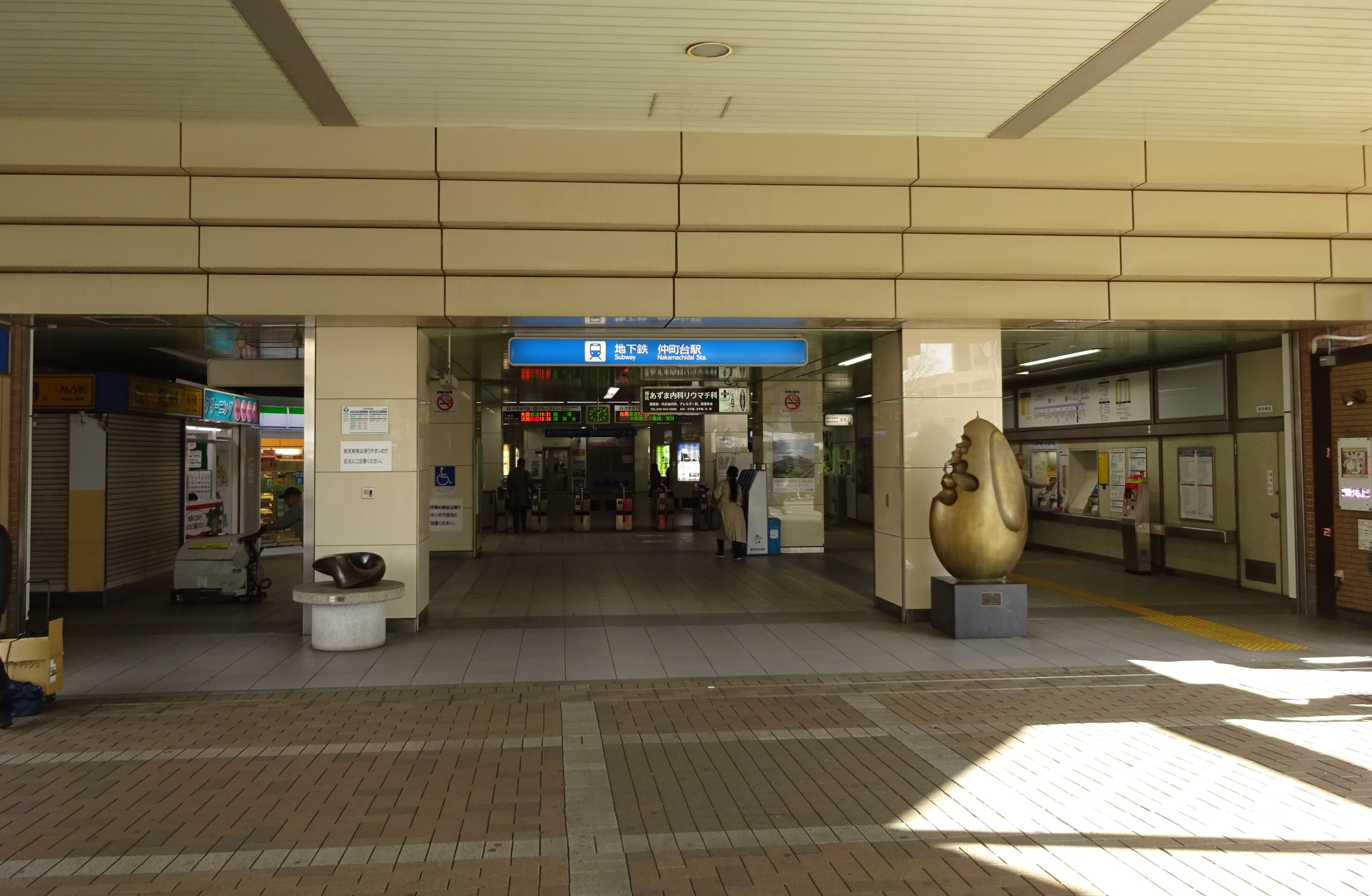
駅入口（2016年2月）

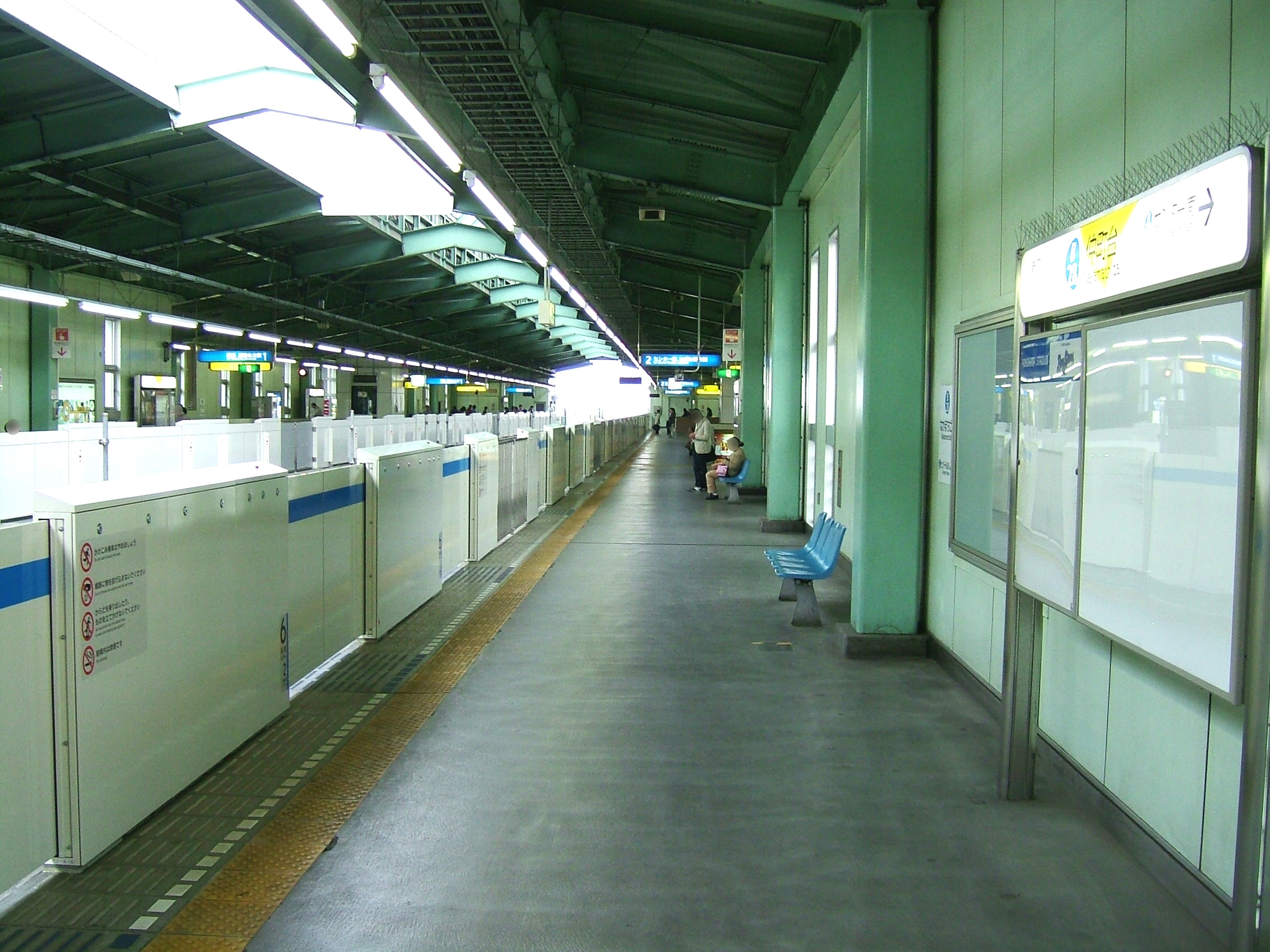
ホーム（2008年3月）

出入口の左側に設置されているパブリックアート。横浜彫刻展出品作品。
中津川督章「半分に削り取られた太い輪」（1993年3月）

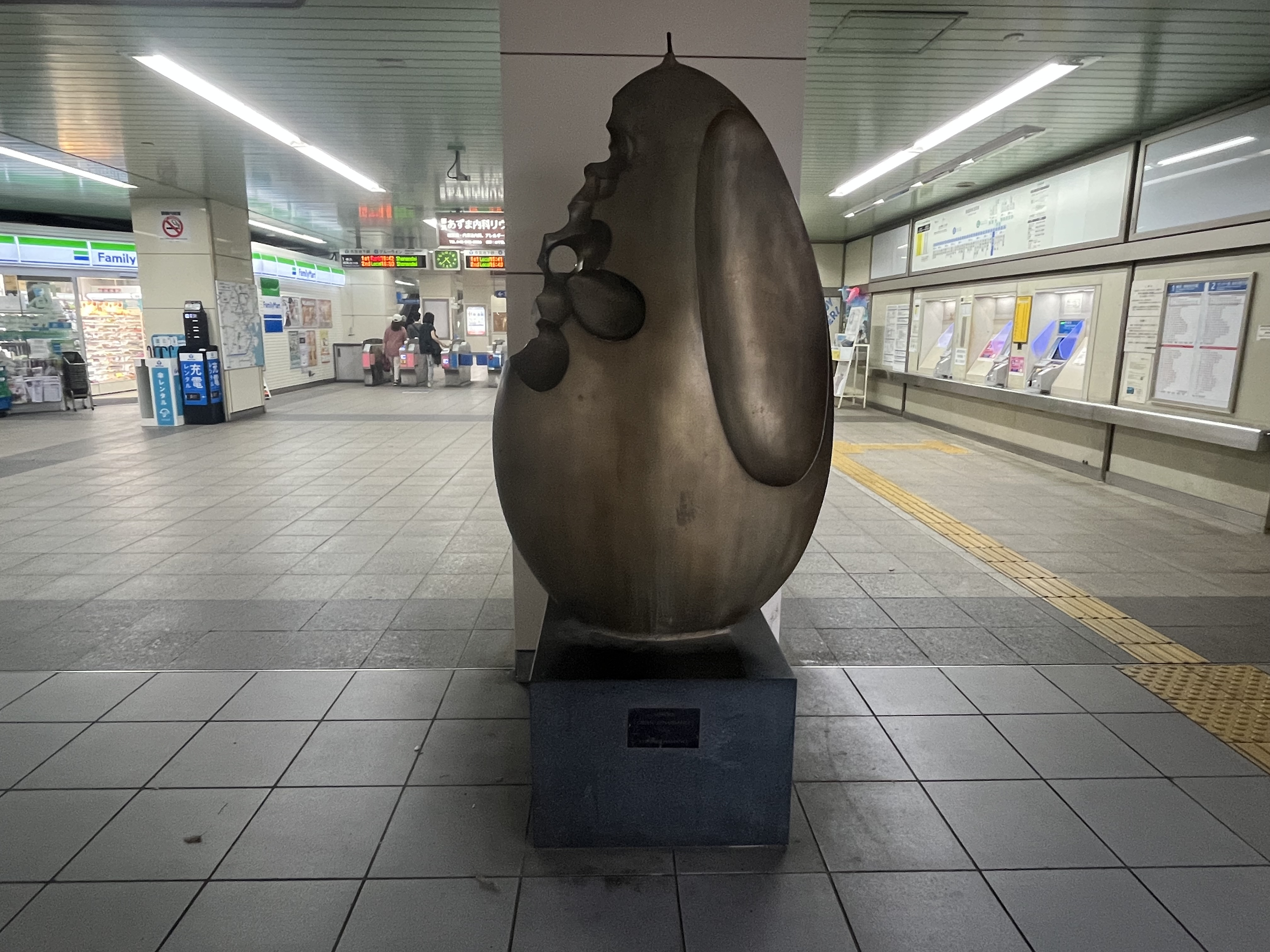
出入口の右側に設置されているパブリックアート。横浜彫刻展出品作品。
濱野邦昭「AURORA (GREEN RENAISSANCE) 」（1991年）

仲町台駅（なかまちだいえき）は、神奈川県横浜市都筑区仲町台一丁目にある、横浜市営地下鉄ブルーライン（3号線）の駅である。駅番号はB28。

## 概要
港北ニュータウンタウンセンター第2地区の東端に位置し、「大熊駅（仮称）」として建設が計画された。近隣の商業地域は都市型商業施設・公益施設が立地する駅前センター地区になっている。駅の西側には駅前広場が整備されており、都市計画道路大熊停車場線を介して南側約150m先にある神奈川県道45号丸子中山茅ヶ崎線（中原街道）と接続している。
駅のデザインは、高架のプラットフォームの壁面は長く単調になることから白色系にすることで重みをやわらげ、1階の外壁に欧風の外観を取り入れて周囲の景観と調和させている。また公共建築物として文化性の高い建物にするという目的で、北側高架下の駅前広場や歩行者専用道路を含めて開放的な空間になるように一体的にデザインされている。

## 歴史
- 1993年（平成5年）3月18日 - 新横浜駅 - あざみ野駅間開通に伴い、開業[2]。
- 2007年（平成19年）4月14日 - ホームドア設置、使用開始。
- 2015年（平成27年）7月18日 - ダイヤ改正により運転を開始した快速の停車駅に設定される（新羽駅からあざみ野方面は各駅に停車）。

### 駅名の由来
地名から採られた。「仲町台」の由来は元来の地名であった大熊町の小字「仲町」に「台」をつけたもの。地下鉄建設中の仮称駅名は「大熊町」であった。

## 駅構造
相対式ホーム2面2線を有する高架駅。2007年4月14日にホームドアの使用を開始した。

### のりば
| 番線 | 路線         | 行先         |
| ---- | ------------ | ------------ |
| 1    | ブルーライン | 湘南台方面   |
| 2    | ブルーライン | あざみ野方面 |

- 上表の路線名は旅客案内上の名称（愛称）で記載している。

## 利用状況
2023年度の1日平均乗降人員は30,465人（乗車人員：15,035人、降車人員：15,430人）である。近年はおおむね横ばい傾向にある。
近年の1日平均乗降・乗車人員の推移は下記の通り。
| 年度               | 1日平均 乗降人員 | 1日平均 乗車人員 | 出典     |
| ------------------ | ---------------- | ---------------- | -------- |
| 1992年（平成04年） |                  | 8,529            |          |
| 1993年（平成05年） |                  | 5,608            |          |
| 1994年（平成06年） |                  | 6,873            |          |
| 1995年（平成07年） |                  | 8,233            | [ * 1 ]  |
| 1996年（平成08年） |                  | 9,347            |          |
| 1997年（平成09年） |                  | 10,605           |          |
| 1998年（平成10年） |                  | 10,712           | [ * 2 ]  |
| 1999年（平成11年） | 23,111           | 11,361           | [ * 3 ]  |
| 2000年（平成12年） | 24,559           | 12,005           | [ * 3 ]  |
| 2001年（平成13年） | 25,296           | 12,256           | [ * 4 ]  |
| 2002年（平成14年） | 25,910           | 12,741           | [ * 5 ]  |
| 2003年（平成15年） | 26,562           | 13,081           | [ * 6 ]  |
| 2004年（平成16年） | 27,645           | 13,683           | [ * 7 ]  |
| 2005年（平成17年） | 28,052           | 13,783           | [ * 8 ]  |
| 2006年（平成18年） | 28,431           | 14,093           | [ * 9 ]  |
| 2007年（平成19年） | 29,289           | 14,593           | [ * 10 ] |
| 2008年（平成20年） | 28,478           | 14,129           | [ * 11 ] |
| 2009年（平成21年） | 28,657           | 14,180           | [ * 12 ] |
| 2010年（平成22年） | 29,547           | 14,590           | [ * 13 ] |
| 2011年（平成23年） | 29,471           | 14,551           | [ * 14 ] |
| 2012年（平成24年） | 30,882           | 15,238           | [ * 15 ] |
| 2013年（平成25年） | 32,243           | 15,896           | [ * 16 ] |
| 2014年（平成26年） | 31,777           | 15,650           | [ * 17 ] |
| 2015年（平成27年） | 32,326           | 15,923           | [ * 18 ] |
| 2016年（平成28年） | 32,354           | 15,923           | [ * 19 ] |
| 2017年（平成29年） | 32,205           | 15,847           | [ * 20 ] |
| 2018年（平成30年） | 33,506           | 16,498           | [ * 21 ] |
| 2019年（令和元年） | 33,642           | 16,565           | [ * 22 ] |
| 2020年（令和02年） | 23,959           | 11,837           |          |
| 2021年（令和03年） | 26,309           | 12,982           |          |
| 2022年（令和04年） | 29,222           | 14,416           |          |
| 2023年（令和05年） | 30,465           | 15,035           |          |

備考
1. ↑  1993年3月18日開業。開業日から同年3月31日までの計14日間を集計したデータ。

## 駅周辺
- 神奈川県立新栄高等学校
- 日々輝学園高等学校（横浜校舎）
- 東京・横浜独逸学園
- 横浜市仲町台地区センター
- 仲町台駅前郵便局
- せせらぎ公園
- 文化堂仲町台店
- まいばすけっと仲町台駅前店・仲町台1丁目店
- 東急ストア仲町台店
- サカタのタネ本社
- クリエートメディック本社
- リコー中央研究所
- 坂口道場
- フクダ電子神奈川販売
- 株式会社MIC

## バス路線
横浜市営バスによって以下の路線が運行されている。
| 乗場 | 系統 | 主要経由地                 | 行先             | 備考             |
| ---- | ---- | -------------------------- | ---------------- | ---------------- |
| 1    | 300  | 新開橋・浜鳥橋             | 新横浜駅         |                  |
| 1    | 300  | 新開橋・鳥山大橋           | 新横浜駅         | 平日朝と深夜のみ |
| 1    | 302  | 港北工業団地               | 東山田駅         |                  |
| 1    | 302  | 港北工業団地・東山田駅     | センター南駅     |                  |
| 1    | 318  | 星ヶ谷・都筑ふれあいの丘駅 | センター南駅     |                  |
| 1    | 318  | 星ヶ谷                     | 都筑ふれあい丘駅 |                  |
| 2    | 301  | 平台・荏田南               | 江田駅           |                  |

この他、東急バスの深夜急行バス 高速ニュータウン線の終点である。

## その他
- 『オトコの子育て』、『14才の母』、『鬼嫁日記』、『私の家政夫ナギサさん』など、テレビドラマのロケーション撮影によく使われる駅の一つである。

## 隣の駅
横浜市営地下鉄
 ブルーライン（3号線）
■快速・■普通（快速は新羽-あざみ野間は各駅に停車）
新羽駅 (B27) - 仲町台駅 (B28) - センター南駅 (B29)